# Greyle
La Greyle est un petit ruisseau du canton de Vaud, en Suisse, affluent du Sauteru.

## Hydronymie
Jusqu'au début du XXe siècle, le nom du ruisseau était orthographié Greylaz, par simplification et francisation, la terminaison a été remplacée par le « e » muet.

## Parcours
S'écoulant entièrement dans la région du Gros-de-Vaud, le ruisseau prend sa source au lieu-dit des Champs du Clos au nord-ouest du village de Pailly à une altitude de 674 m. Il coule contre le nord-nord-est par un vallon accidenté creusé entre les villages de Oppens à l'est, et Orzens à l'ouest, desquels il marque la limite communale. Dans le Bois de Plan, la Greyle conflue dans le Sauteru au tripoint entre les communes d'Orzens, d'Oppens et de Bioley-Magnoux, situé à une altitude de 500 m.

## Faune
En plus de batraciens, la présence de poissons est attestée dans le ruisseau. En 2013, l'inspection de la pêche du canton de Vaud relève la capture de 2 truites.

## Héraldique

Armoiries de la commune d'Oppens.

La Greyle joue le rôle de frontière communale. C'est pourquoi elle apparaît sur les armoiries de la commune vaudoise d'Oppens. Celles-ci se blasonnent ainsi : De sinople à trois fasces ondées d'argent, au chef du même chargé d'une lettre O gothique d'or. Les trois fasces ondées représentent les trois cours d'eau principaux qui irriguent le territoire d'Oppens : la Greyle à l'ouest, le Sauteru au centre et la Menthue à l'est.

## Sources
: document utilisé comme source pour la rédaction de cet article.
- [Yverdon 1203] Carte nationale : Yverdon, Wabern, Swisstopo, coll. « 1:25 000 » (no 1203), 2013 (ISBN 978-3-302-01203-2, lire en ligne)